# Wapen van Oostermoerse Vaart
Het wapen van Oostermoerse Vaart werd op 13 juli 1959 per Koninklijk besluit aan het Drentse waterschap Oostermoerse Vaart verleend. In 1994 ging het waterschap met de andere waterschappen  Gorecht en Drentse Aa op in het waterschap Hunze en Aa. Hiermee verviel het wapen.

## Blazoenering
De blazoenering luidt als volgt:
In goud een golvende dwarsbalk van azuur. Over alles heen een zeilende XVIIe eeuwse driemaster van sabel, met zeilen van keel, een rood-wit-blauwe vlag voerend op de grote mast en achtersteven. Rondom het schild een zoom van sinopel, beladen met vier korenaren en vier klaverblaadjes van zilver, om en om geplaatst, vanaf de rechterbovenhoek. Het schild gedekt met een gouden kroon van drie bladeren en twee paarlen.
Het wapen bestaat uit een golvende blauwe dwarsbalk, met daarin een driemaster uit de gouden eeuw van sabel en zilver. De zeilen met de kleur keel. Op het schip zijn er ook twee Nederlandse vlaggen. Verder bestaat het schild uit twee vlakken met de kleur goud. De schildzoom bestaat uit de heraldische kleur Sinopel, en de klaverblaadjes en de korenaren uit zilver. Ten slotte is de kroon een Gravenkroon.

## Geschiedenis
Nadat men in de jaren 50 voor het eerst was begonnen met wapens te verlenen aan de Drentse waterschappen, toonde ook Oostermoerse Vaart interesse voor een wapen. Er werd een ontwerp ingestuurd naar de Hoge Raad van Adel. De Hoge Raad van Adel vond echter dat de golvende paal (in het oorspronkelijke ontwerp) te overblastend voor het wapen was. Het bestuur van het waterschap vond dat niet en hield voet bij stuk dat dat niet zo was, uiteindelijk kwam men erover uit om de golvende paal te behouden. Wel werden er drie vlaggen uit het oorspronkelijk gehaald omdat dat ook te overladen was. Ook werd de paal in het uiteindelijke wapen ingewisseld voor een golvende dwarsbalk.

## Symboliek
De boot die centraal staat in het wapen verwijst naar de turfwinning en het afvoeren van de turf per schip naar verschillende eindbestemmingen. De boot komt ook in het wapen van Gasselte voor. De schildzoom symboliseert de landbouw in het waterschap. De golvende dwarsbalk slaat op de rivier de Hunze.
Ten slotte is de kroon maar een versiering van het schild.

## Vergelijkbare wapens

Het wapen van Gasselte

Drentse Aa ·
Amsterdamscheveld ·
Bargerbeek ·
Eemszijlvest ·
Emmer-Erfscheidenveen ·
Hesselte ·
Hunze en Aa ·
Loo- en Drostendiep ·
Meppelerdiep ·
Middenveld ·
De Monden ·
Nijeveen-Kolderveen ·
Noordenveld ·
Oostermoerse Vaart ·
De Oude Vaart ·
Reest en Wieden ·
Riegmeer ·
De Runde ·
Smilde ·
't Suydevelt ·
De Veenmarken ·
De Vledder en Wapserveense Aa ·
Weerdinge ·
De Wold Aa ·
Wold en Wieden ·
Zuiveringsschap Drenthe